# Cryptocarya pustulata
Cryptocarya pustulata är en lagerväxtart som beskrevs av Kostermans. Cryptocarya pustulata ingår i släktet Cryptocarya och familjen lagerväxter. Inga underarter finns listade i Catalogue of Life.